# Knautie d'Auvergne
Knautia arvernensis
Espèce
La Knautie d'Auvergne (Knautia arvernensis) est une espèce de plantes vivaces de la famille des Dipsacacées.

## Description
La plante se présente sous la forme d'une rosette basale de feuilles assez molles et de forme lancéolée d'où s'échappent plusieurs tiges portant chacune un capitule aplati de fleurs roses de 3 à 4 cm de diamètre.

## Répartition et habitat
La Knautie d'Auvergne est une plante qui croît essentiellement dans le Massif central et ponctuellement dans des régions proches (Pyrénées) au-dessus de 500 m d'altitude. Elle affectionne les landes sèches, les bords de chemin sur des sols plutôt acides (granite).

## Distinction avec des taxons proches
Il existe une confusion possible avec la Knautie à feuilles de cardère (Knautia dipsacifolia ou Knautia maxima) qui est aussi une espèce de montagne qu'on rencontre dans le Massif central. Les deux taxons sont en effet très proches morphologiquement et rien ne les distingue en apparence, à ceci près que Knautia arvernensis a une croissance monopodiale alors que Knautia maxima a une croissance sympodiale. Du fait de cette caractéristique, le nom français normalisé de ce taxon est "Knautie monopodiale". La Knautie d'Auvergne présente aussi généralement un aspect plus touffu et plus vigoureux et pousse dans des stations plus sèches et de plein soleil (alors que Knautia maxima préfère l'ombre et l'humidité).